# 冤罪犯
『冤罪犯』（えんざいはん）は、翔田寛の小説。2017年8月31日と2019年7月24日に角川文庫から出版された。
2021年8月30日に小泉孝太郎主演で、テレビ東京系「月曜プレミア8」枠にてドラマ化。

## 概要
7年前と類似した事件が発生。過去の事件の被疑者は逮捕され、服役中に死亡。事件は解決済みだったが、今回の騒動で男に冤罪疑惑が浮上。
今回の被疑者は、真犯人なのか模倣犯なのか、服役中に死亡した男は冤罪だったのかを解く作品。

## 登場人物
香山亮介（こうやま りょうすけ）
千葉県警船橋警察署刑事課の刑事。主任。巡査部長。

増岡美佐（ますおか みさ）
千葉県警船橋警察署刑事課の刑事。香山の部下。巡査。

三宅義邦（みやけ よしくに）
同上。巡査長。

香山朱美（こうやま あけみ）
香山の妻。故人。

田宮龍司（たみや りゅうじ）
事件の被疑者とされた男。故人。

田宮晴美（たみや はるみ）
龍司の姉。

入江正義（いりえ まさよし）
千葉県警本部刑事課の刑事。警部補。香山たちと対立している。

深沢美穂（ふかさわ みほ）
誘拐事件の被害者。

## 書誌情報
- 冤罪犯、2017年8月31日、四六判、KADOKAWA、ISBN：9784041058671
- 冤罪犯、2019年7月24日、文庫本、KADOKAWA、ISBN：9784041080375